# مسیحی‌سازی
مسیحی‌سازی (انگلیسی: Christianization) به فرایندی اطلاق می‌شود که جماعت و گروه‌هایی به اختیار یا اجبار گروه‌های مسیحی، مسیحی شوند. ای فرایند در قرون وسطی، به شدت و توقف توسط کلیسای کاتولیک به طرق مختلف همچون فرستادن راهب و کشیشان به مناطق مختلف (همچون ایرلند یا اسکاندیناوی) یا اعلان جنگ علیه بت‌پرستان (همچون جنگ‌های صلیبی شمال) آغاز شد که در نهایت منجر به مسیحی شدن اکثر مناطق اروپای از اسپانیا تا حوزه دریای بالتیک و روسیه شد. این روند طی قرون بعدی مثل دوره استعمار ادامه یافت.